# Strukturální funkcionalismus
Strukturální funkcionalismus (také sociologický funkcionalismus) je jeden z nejvlivnějších směrů v teoretické sociologii 20. století. Ten vnímá společnost jako komplexní sociální systém složený ze struktur, které plní jednotlivé funkce. Zároveň teorie klade důraz na sociální stabilitu a solidaritu. Tento přístup je makrosociologický, zaměřuje se na sociální struktury, které tvarují společnost jako celek. Každý sociální systém se snaží dosáhnout rovnováhy pomocí plnění funkcí a socializace jednotlivých členů anebo prostřednictvím sociální kontroly. Změny ve společnosti neprobíhají revolucí a nezávisí na individuální změně.

## Historie
Teorie má základy v dílech Augusta Comta, jakožto jednoho ze zakladatelů sociologie. Výrazněji ji však ovlivnil Herbert Spencer. Ten vytvořil analogii k organismu, který roste a vyvíjí se, a orgánům, které zabezpečují správné fungování těla, a ukázal tak na přispívání části k celku. Společnost potřebuje uspokojit potřeby, aby byla schopná přežít v daném prostředí. Tvrdil, že složitost systému vede k jeho diferenciaci. Čím je systém složitější, tím je větší diferenciace funkcí. Změny v jedné části systému pak vedou k systémové změně v jiné části systému. Právě Herbert Spencer zavedl pojem struktura (stabilní prvky, které představují systém) a funkce (projev určený k zachování společnosti). Tyto dva pojmy se spolu s pojmem systém řadí mezi tři základní idey strukturálního funkcionalismu.
Základ funkcionální analýzy v sociologii položil Émile Durkheim, který se zabýval otázkou, jak si určité společnosti udržely vnitřní stabilitu a přežily. Společnosti podle jeho názoru vytrvaly díky tzv. „kolektivnímu vědomí“ (nemateriálním sociálním faktům), které je souhrnem společných přesvědčení příslušníků dané společnosti. Právě dělba práce v moderní společnosti v mnohých případech nevede k solidaritě.
V antropologii dal základ funkcionalismu Bronislaw Malinowski. Jeho pojetí funkcionalismu v antropologii je velmi podobné sociologickému, ovšem zahrnuje také kulturu, která má podle něj pro celou strukturu zásadní význam. Strukturální funkcionalismus v antropologii pak založil Radcliffe-Brown. Kladl důraz především na srovnávací metodu zachycující funkcionální vazby mezi různými sociokulturními jevy.

## Představitelé

### Talcott Parsons
Strukturální funkcionalismus v 20. století je úzce spojený s dílem Talcotta Parsonse, který se zabývá teorií sociální činnosti a teorií sociálního systému. V teorii sociálního systému vycházel hlavně z myšlenek E. Durkheima a M. Webera, a její základy položil v díle The Structure of Social Action. Sociální (společenská) činnost je chování určené k dosažení cíle, který probíhá v určité situaci a je normativně určené. Takovéto jednání probíhá podle ustálených vzorců (patterns). Konkrétní vzorec jednání je výsledkem rozhodnutí, které každá osoba podvědomě provádí. Rozhoduje vždy mezi dvěma alternativami (proměnnými) a to
1. afektivita a afektivní neutralita,
2. orientace na sebe a orientace na kolektiv,
3. univerzalismus a partikularismus,
4. askripce a výkon, neurčenost a určitost.

Volba mezi těmito proměnnými je ovlivněná situací a normativním systémem. Detailně se této problematice věnuje v The Social System. Významnou složkou této teorie je koncept známý také jako paradigma čtyř funkcí AGIL, který tvrdí, že aby systém přežil nebo byl v rovnováze s okolním prostředím, musí se:
- do jisté míry tomuto prostředí přizpůsobit (Adaptation),
- dosáhnout svých cílů (Goal attainment),
- integrovat své složky (Integration),
- a udržet si svoje latentní vzory (Latent pattern maintenance).

### Auguste Comte
Auguste Comte (19. ledna 1798– 5. září 1857), byl francouzský matematik, společenský reformátor, zakladatel pozitivismu a jeden ze zakladatelů sociologie. Poukázal na to, že v důsledku úpadku tradic je nutné udržovat sjednocenou společnost. Byl prvním, kdo vymyslel termín sociologie a rozdělil ji na sociální statiku a dynamiku.  Přišel se třemi koncepty pojetí světa podle toho, jak si lidé vysvětlovali přírodní jevy.
Teologické stádium: Lidé si od počátku vysvětlovali nevysvětlitelné věci nadpřirozenými silami. Věřili, že vše se vyskytuje zásahem Boha. Dominantní roli hrála církev.
Metafyzická fáze: Člověk hledá absolutní poznání, ale nezkoumá již nadpřirozené síly, nýbrž abstraktní pojmy a entity. Za nejvyšší obecnou entitu uznává přírodu, v níž vidí pramen všech ostatních jevů.
Pozitivní fáze: Člověk dospívá k tomu, že absolutní poznání není možné. Snaží se tedy pozorováním a rozumem poznat podobnosti a posloupnosti v daných faktech, s cílem podřídit je jedinému všeobecnému faktu.

### Herbert Spencer
Herbert Spencer (27. dubna 1820 – 8. prosince 1903) byl klasický britský sociolog a filosof. Patří mezi zastánce tzv. „organistického proudu“ v sociologii, jenž se vyznačuje důrazem na podobnost rysů lidské společnosti a biologického organismu. Podle Spencera lidské tělo funguje na základě toho, že kosti, svaly a orgány pracují nezávisle na sobě, ale společně se podílejí na funkci těla a jeho soudržnosti. Sociální struktura funguje stejně, jelikož společným cílem jednotlivých složek je zachování společnosti. V mnoha ohledech je považován za prvního skutečného sociologického funkcionalistu.
Spencer ve svých úvahách nenavazoval na mnoho předchůdců. Mezi nejvýznamnější patřil evolucionista a Spencerův přítel Thomas Huxley, který jej seznámil s myšlenkami Charlese Darwina, s nímž posléze Spencer navázal dlouholeté korespondenční styky. Spencer vědecké knihy takřka vůbec nečetl a vědomosti získával především z periodik, diskuzí s kolegy a od svých asistentů. Proto je třeba jeho myšlenkové kořeny hledat zejména v londýnském intelektuálním prostředí poloviny 19. století (především v přírodovědeckých kruzích), dále v politické ekonomii a do jisté míry i v sociologických koncepcích Augusta Comta.
Celé Spencerovo rozsáhlé filozofické dílo je propojeno několika tématy, přičemž jedním z nich je myšlenka evolucionismu. Evoluci Spencer ve své knize First Principles definuje jako změnu ze stavu relativně nevymezeného, nekoherentního, homogenního ke stavu relativně vymezenému, koherentnímu a heterogennímu. Jejím opakem je pak regrese, čili děj, během něhož dochází k rozkladu komplexních a diferencovaných struktur. Svůj model evoluce používá Spencer i pro analýzu vývoje společnosti poprvé v práci The Study of Sociology z roku 1873. Poukazuje zde na to, že sociální oblast podléhá podobným zákonům, jako pole biologické či fyzikální. Podobně jako v organismu vede i ve společnosti nárůst velikosti subsystémů k tlaku na diferenciaci jejich funkcí; funkčně diferenciované subsystémy jsou pak zpětně s celkem propojeny díky svému nenahraditelnému významu pro jeho přežití (tj. zpětná integrace). Lidské společnosti procházejí podobně jako živé organismy vývojem od homogenních a nestabilních útvarů k vysoce komplexním a diferencovaným strukturám - zkoumání faktorů, jež ovlivňují rychlost a směr tohoto vývoje je pak dle Spencera skutečným a nejvýznamnějším úkolem sociologie. Odmítá Comteův sociologický konstruktivismus a zastává názor, že ani odkrytí faktorů ovlivňujících evoluci společnosti nás neopravňuje k její modifikaci.

### Robert K. Merton
Merton dále rozvíjel myšlenky Parsonse a zavedl pojem „sociální dysfunkce“ označující jev, který má pro společnost negativní důsledky v protikladu s eufunkcí, jejíž důsledky jsou prospěšné. Škodlivost dysfunkce, respektive prospěšnost eufunkce je relativní v závislosti na úhlu pohledu. Např. korupce jako taková je pro společnost škodlivá, avšak z pohledu zainteresovaných skupin působí prospěšně. Merton je taktéž autorem pojmu „latentní funkce“ – nezamýšlený důsledek určitého jevu. Za příklad latentní funkce se často uvádí prohibice alkoholu, kde byl primární záměr snížení spotřeby alkoholu (eufunkce) avšak začaly vznikat zločinecké gangy obchodující s ilegálním alkoholem (dysfunkce).

## Úpadek funkcionalismu
Strukturální funkcionalismus dosáhl největší působnosti ve 40. a 50. letech 20. století, načež v 60. letech 20. století začal jeho vliv prudce klesat. V 80. letech 20. století zaujaly jeho místo v Evropě především směry zabývající se konflikty a strukturalismus. S poklesem vlivu funkcionalismu v průběhu šedesátých let vznikalo nesčetné množství nových hnutí v oblasti společenských věd. Zatímco v empirické sociologii funkcionalismus nefiguruje, myšlenky tohoto směru byly použity v sociologické teorii, zejména v dílech Luhmanna a Giddense. Dnes existují i známky počínajícího oživení teorie funkcionalismu, především ve vývoji tzv. víceúrovňové teorie výběru a empirickým výzkumem toho, jak skupiny řeší sociální dilemata.

## Kritika funkcionalismu
V 60. letech 20. století byl funkcionalismus kritizován za to, že nebyl schopen nést odpovědnost za sociální změny nebo za strukturální rozpory a konflikty ve společnosti. Rovněž byla funkcionalismu vyčítána ignorace možného napětí způsobeného společenskou rozdílností z hlediska rasy, genderu nebo třídy. Dalším kritizovaným aspektem byla skutečnost, že je statický a neobsahuje žádnou koncepci změny. Argumentem je, že Parsonsova teorie sice klade důraz na udržování sociálního pořádku, ale musí být brán ohled na dobu, ve které Parsons psal, tedy období po druhé světové válce a začátek studené války. Společnost žila v neustálém strachu a sociální řád byl rozhodující, což se odráží v Parsonsově tendenci podporovat rovnováhu na úkor sociálních změn. Další kritika se týkala skutečnosti, že jednotlivci jsou vnímáni jako loutky, které jednají dle požadavků přidělené role. Parsons se soustředil na odlišné podoby jednání jednotlivců, ale jeho teorie nevyjadřovala, jak lidé konají v opozici vůči socializaci a vštěpování přijímaných norem. Omezením funkcionalistické teorie je tedy skutečnost, že neumí vysvětlit, proč se jednotlivci rozhodnou přijmout nebo odmítnout dané normy, a proč a za jakých okolností se rozhodnou konat dle očekávání.
Za silnou kritiku platil i epistemologický argument, že funkcionalismus je tautologický, což znamená, že se pokouší vysvětlit sociální vývoj pouze pomocí důsledků změn. Parsons však při vytváření své teorie čerpal přímo z mnoha Durkheimových konceptů, přičemž Durkheim byl jedním z prvních teoretiků, který vysvětloval jevy s odkazem na jejich funkci ve společnosti. Merton v této souvislosti uvádí, že funkcionalistická analýza se nesnaží vysvětlit, proč k akci došlo v prvním stupni, ale proč skutečnost pokračuje nebo je reprodukována.
Konfliktní teoretici kritizovali koncept funkcionalismu za kladení příliš velké váhy integraci a konsensu a zanedbávání aspektů jako je otázka nezávislosti a konfliktů. Podle Lockwooda, jednoho ze zastánců argumentů teoretiků konfliktu, Parsonsova teorie postrádala koncept systémového rozporu, tedy nezodpovídala za části systému, které by mohly mít tendenci k rozporu. Nicméně Parsons byl přesvědčen, že aspekty konfliktu a spolupráce jsou úzce propojeny, přestože byl omezen svou analýzou tzv. ideálního typu společnosti, kterou charakterizoval shodou.
V poslední řadě zastánci feminismu vytýkají funkcionalismu skutečnost, že zanedbává potlačování žen v rodinné struktuře. Sám Parsons uznal, že příliš zjednodušil svou funkční analýzu žen ve vztahu k práci a rodině, a zaměřil se na pozitivní funkce rodiny pro společnost, a nikoli na dysfunkce, které představuje pro ženy.